# 노우섭
노우섭(盧宇燮, 1942년 2월 18일 ~ )은 제15대 감사원 사무총장이다.

## 학력
- 부산고등학교 졸업
- 서울대학교 법학 학사

## 경력
- 1967년: 제5회 행정고시 합격
- 1995년 12월 16일~1997년 7월 18일: 제15대 감사원 사무총장
- 2002.03~2004.02 백석대학교 경상학부 초빙교수
- 2004.03~2011.02 삼성카드 상근감사위원
- 2011.03 대전예술고등학교 교장
- 건양대학교 인문융합교육학부 석좌교수

## 상훈
- 1981년 대통령 표창
- 1982년 감사원장 표창
- 1989년 홍조근정훈장
- 2001년 황조근정훈장